# Acalypha sehnemii
Acalypha sehnemii é uma espécie de flor do gênero Acalypha, pertencente à família Euphorbiaceae.